# Koi no Jubaku
Singles de Berryz Kōbō
Happiness ~Kōfuku Kangei!~
(2004) Special Generation
(2005)
Koi no Jubaku (恋の呪縛) est le 5e single du groupe de J-pop Berryz Kōbō.

## Présentation
Le single, écrit, composé et produit par Tsunku, sort le 10 novembre 2004 au Japon sur le label Piccolo Town. Il atteint la 13e place du classement des ventes hebdomadaire de l'Oricon. Contrairement aux autres singles du groupe, il ne sort pas également au format "single V" (vidéo DVD). La chanson-titre figurera sur le 2e album du groupe, Dai 2 Seichōki de 2005, ainsi que sur sa compilation Special Best Vol.1 de 2009.
La chanson sera reprise par un autre groupe du Hello! Project, Kobushi Factory, dans le 2e CD de son album Kobushi Sono Ichi en 2016.

## Formation
Membres créditées sur le single :
- Saki Shimizu
- Momoko Tsugunaga
- Chinami Tokunaga
- Māsa Sudō
- Miyabi Natsuyaki
- Maiha Ishimura
- Yurina Kumai
- Risako Sugaya

## Liste des titres
1. Koi no Jubaku (恋の呪縛?)
2. Passion E-cha E-cha (パッションE-CHA E-CHA?)
3. Koi no Jubaku (Instrumental)  (恋の呪縛...?)